# Nati nel 1944/Maggio
| Questa pagina contiene informazioni ricavate automaticamente dalle voci biografiche con l'ausilio del template Bio e di un bot. L'aggiornamento è periodico e automatico e ricostruisce completamente la pagina. Se manca una persona in questa lista, sei pregato di non aggiungerla, ma accertati piuttosto che la sua voce biografica contenga il template Bio e che i dati anagrafici siano correttamente compilati. Se il template Bio manca, inseriscilo tu stesso o, in alternativa, metti l'avviso {{tmp\|Bio}} che ne segnala la mancanza. Se i dati riportati sono sbagliati, correggi direttamente la voce biografica; le modifiche saranno visibili in questa lista entro pochi giorni. Per chiarimenti vedi il progetto biografie. La lista contiene solo le 216 persone che sono citate nell'enciclopedia e per le quali è stato implementato correttamente il template Bio. Pagina aggiornata al 18 ago 2025. |

- 1º maggio - Faisal Abel, ex cestista e allenatore di pallacanestro dominicano
- 1º maggio - Ferruccio Danini, sindacalista e politico italiano
- 1º maggio - Roby Facchinetti, cantautore, compositore e tastierista italiano
- 1º maggio - Suresh Kalmadi, politico e dirigente sportivo indiano
- 1º maggio - Gabriella Mondello, politica italiana
- 1º maggio - Sergio Rossetti, atleta italiano († 1997)
- 1º maggio - Benedetto Vertecchi, pedagogista italiano
- 2 maggio - Phaisan Bupasiri, ex calciatore thailandese
- 2 maggio - Miles Copeland III, produttore discografico statunitense
- 2 maggio - Brad Cox, informatico e matematico statunitense († 2021)
- 2 maggio - Franz Innerhofer, scrittore austriaco († 2002)
- 2 maggio - Kim Yong-il, politico nordcoreano
- 2 maggio - Paolo Rubino, politico italiano
- 2 maggio - Alan Suddick, calciatore inglese († 2009)
- 2 maggio - Jim Ware, cestista statunitense († 1986)
- 3 maggio - Renate Blume, attrice tedesca
- 3 maggio - Joe Ellis, ex cestista statunitense
- 3 maggio - Hiram Keller, attore e modello statunitense († 1997)
- 3 maggio - Renata Moreschi, ex cestista italiana
- 3 maggio - Anders Petersen, fotografo svedese
- 4 maggio - Luciano Bergamin, vescovo cattolico e missionario italiano
- 4 maggio - Gilles Berolatti, ex schermidore francese
- 4 maggio - Monica Bleibtreu, attrice austriaca († 2009)
- 4 maggio - Maurizio Mesoraca, politico italiano
- 4 maggio - Russi Taylor, doppiatrice statunitense († 2019)
- 5 maggio - Roman Džindžichašvili, scacchista statunitense
- 5 maggio - Bo Larsson, calciatore svedese († 2023)
- 5 maggio - Jorge Maya, cestista uruguaiano († 2022)
- 5 maggio - Christian de Portzamparc, architetto e urbanista francese
- 5 maggio - Roger Rees, attore gallese († 2015)
- 5 maggio - John Rhys-Davies, attore e doppiatore britannico
- 5 maggio - Mike Silliman, cestista statunitense († 2000)
- 6 maggio - Elena Baggiore, soprano italiano
- 6 maggio - Riad Beyrouti, pittore e scultore siriano († 2019)
- 6 maggio - Anton Furst, scenografo inglese († 1991)
- 6 maggio - Carl Ivar Hagen, politico norvegese
- 6 maggio - Rainer Masera, banchiere e economista italiano
- 6 maggio - Enrico Pianetta, politico italiano
- 6 maggio - Sergej Georgievič Stratanovskij, poeta russo
- 7 maggio - Paul Desfarges, arcivescovo cattolico francese
- 7 maggio - Richard O'Sullivan, attore britannico
- 8 maggio - Pietro Calabrese, giornalista italiano († 2010)
- 8 maggio - Dorothy Combs Morrison, cantante statunitense
- 8 maggio - Abdul Salaam El Razzac, attore statunitense († 2018)
- 8 maggio - Anton Flešár, calciatore cecoslovacco († 2024)
- 8 maggio - Gary Glitter, cantautore e musicista britannico
- 8 maggio - Dennis Hamilton, cestista statunitense († 2012)
- 8 maggio - Bill Legend, batterista inglese
- 8 maggio - Antonio Puddu, ex pugile italiano
- 8 maggio - Mongane Wally Serote, scrittore e poeta sudafricano
- 9 maggio - Jurij Avruckij, calciatore sovietico († 2009)
- 9 maggio - Richie Furay, cantautore e chitarrista statunitense
- 9 maggio - Lars Norén, poeta, romanziere e drammaturgo svedese († 2021)
- 9 maggio - Laurence Owen, pattinatrice artistica su ghiaccio statunitense († 1961)
- 9 maggio - Petra Roth, politica tedesca
- 9 maggio - Heidemarie Steiner, ex pattinatrice artistica su ghiaccio tedesca
- 10 maggio - Jim Abrahams, sceneggiatore e regista statunitense († 2024)
- 10 maggio - Gunnar Asmussen, ex pistard danese
- 10 maggio - Giuliano Ghelli, pittore e scultore italiano († 2014)
- 10 maggio - Jackie Lomax, cantante e chitarrista britannico († 2013)
- 10 maggio - Armin Pinggera, politico italiano
- 10 maggio - Marie-France Pisier, attrice francese († 2011)
- 10 maggio - Merritt Ruhlen, etnologo e linguista statunitense († 2021)
- 11 maggio - Jean Clareboudt, scultore francese († 1997)
- 11 maggio - Haidi Giuliani, attivista e ex politica italiana
- 11 maggio - Michael Grätzel, chimico tedesco
- 11 maggio - Rolf Peterson, ex canoista svedese
- 11 maggio - Roberto Ranghino, calciatore italiano († 2019)
- 11 maggio - Andy Rankin, calciatore inglese († 2023)
- 11 maggio - Francesco Surdich, storico italiano († 2024)
- 11 maggio - Milan Voračka, ex cestista cecoslovacco
- 12 maggio - Ion Baciu, ex lottatore rumeno
- 12 maggio - Robert Bigelow, imprenditore statunitense
- 12 maggio - Fritz Graf, filologo classico svizzero
- 12 maggio - William Horwood, scrittore britannico
- 12 maggio - Keith Kellogg, diplomatico statunitense
- 12 maggio - Sara Kestelman, attrice britannica
- 12 maggio - Eva Demski, scrittrice tedesca
- 12 maggio - Chris Patten, politico britannico
- 12 maggio - Carlos Pellicer Vázquez, ex calciatore spagnolo
- 12 maggio - Carl Rodwell, ex cestista australiano
- 12 maggio - Włodzimierz Trams, cestista polacco († 2021)
- 13 maggio - Uwe Barschel, politico tedesco († 1987)
- 13 maggio - John Cocking, ex calciatore inglese
- 13 maggio - Nicola Di Gioia, attore italiano († 2017)
- 13 maggio - Carolyn Franklin, cantante e cantautrice statunitense († 1988)
- 13 maggio - Hardy Hepp, musicista e artista svizzero
- 13 maggio - Armistead Maupin, scrittore, giornalista e sceneggiatore statunitense
- 13 maggio - Krystian Michallik, ex calciatore polacco
- 13 maggio - Ali Sayad Shirazi, generale iraniano († 1999)
- 14 maggio - Roberto Ballini, ex ciclista su strada italiano
- 14 maggio - Alberto Dell'Acqua, attore italiano
- 14 maggio - Lev Dodin, regista teatrale russo
- 14 maggio - Klaus Jürgen Bade, storico tedesco
- 14 maggio - George Lucas, regista, sceneggiatore e produttore cinematografico statunitense
- 14 maggio - Mario Madiai, pittore italiano
- 14 maggio - Lisette Malidor, ballerina, attrice e cantante francese
- 15 maggio - Ulrich Beck, sociologo e scrittore tedesco († 2015)
- 15 maggio - John Clawson, cestista statunitense († 2018)
- 15 maggio - Edward Clear, ex calciatore statunitense
- 15 maggio - Francesco Del Casino, pittore italiano
- 15 maggio - Lino Jordan, biatleta italiano († 2023)
- 15 maggio - Manuel Lapuente, allenatore di calcio e ex calciatore messicano
- 15 maggio - José Manuel León, allenatore di calcio e calciatore spagnolo († 2020)
- 15 maggio - Pierre Trentin, ex pistard francese
- 15 maggio - Miruts Yifter, mezzofondista etiope († 2016)
- 16 maggio - Billy Cobham, batterista, percussionista e compositore statunitense
- 16 maggio - Sandro Dossi, fumettista e grafico italiano
- 16 maggio - Antal Nagy, ex calciatore ungherese
- 16 maggio - Danny Trejo, attore statunitense
- 16 maggio - Jean-Claude Valla, giornalista e storico francese († 2010)
- 17 maggio - Juan Manuel Alejándrez, calciatore messicano († 2007)
- 17 maggio - David Kelly, microbiologo e virologo britannico († 2003)
- 17 maggio - Carlos Rico, cantante argentino
- 17 maggio - Sigmund Rogich, imprenditore e diplomatico islandese
- 17 maggio - Jesse Winchester, cantautore e musicista statunitense († 2014)
- 18 maggio - James Arthur, matematico canadese
- 18 maggio - Albert Hammond, cantautore britannico
- 18 maggio - Winfried Sebald, scrittore tedesco († 2001)
- 18 maggio - Ernie Winchester, calciatore scozzese († 2013)
- 19 maggio - Serpil Tamur, attrice e regista turca
- 19 maggio - Ronald Lopatni, pallanuotista jugoslavo († 2022)
- 19 maggio - Peter Mayhew, attore britannico († 2019)
- 19 maggio - Frank Pellegrino, attore statunitense († 2017)
- 19 maggio - Jaan Talts, ex sollevatore sovietico
- 19 maggio - Karin Wallgren-Lundgren, ex velocista svedese
- 20 maggio - Stefano Albanese, ex cestista italiano
- 20 maggio - Josef Benz, bobbista svizzero († 2021)
- 20 maggio - Marilyn Black, ex velocista australiana
- 20 maggio - Guzmán Carriquiry Lecour, avvocato, giornalista e funzionario uruguaiano
- 20 maggio - Joe Cocker, cantante e musicista britannico († 2014)
- 20 maggio - Severino Galante, politico italiano
- 20 maggio - Boudewijn de Groot, cantautore olandese
- 20 maggio - Ferenc Hammang, ex schermidore ungherese
- 20 maggio - Dietrich Mateschitz, imprenditore austriaco († 2022)
- 20 maggio - Sandro Parenzo, editore, produttore televisivo e sceneggiatore italiano
- 20 maggio - Franco Sborgi, critico d'arte italiano († 2013)
- 20 maggio - Michael Segerström, attore, regista teatrale e scrittore svedese
- 20 maggio - Mario Ursino, storico dell'arte, saggista e critico d'arte italiano († 2019)
- 20 maggio - David Walker, astronauta statunitense († 2001)
- 20 maggio - Qi Wusheng, allenatore di calcio e ex calciatore cinese
- 21 maggio - Haleh Afshar, politica, docente e giornalista britannica († 2022)
- 21 maggio - Giovanni De Nava, attore italiano
- 21 maggio - Kim Deitch, animatore, disegnatore e fumettista statunitense
- 21 maggio - Janet Dailey, scrittrice statunitense († 2013)
- 21 maggio - Carmen Villani, cantante, attrice e showgirl italiana
- 22 maggio - Christopher Browning, storico statunitense
- 22 maggio - Massimo Wilde, politico italiano († 2017)
- 23 maggio - Domenico Graziani, arcivescovo cattolico italiano
- 23 maggio - John Newcombe, ex tennista australiano
- 23 maggio - Lena Nyman, attrice svedese († 2011)
- 23 maggio - Waldemar Obrębski, allenatore di calcio e calciatore polacco († 1985)
- 23 maggio - Martin Pollack, scrittore e giornalista austriaco († 2025)
- 24 maggio - Susana Baca, cantante, compositrice e politica peruviana
- 24 maggio - Rustam Chamdamov, regista, sceneggiatore e costumista sovietico
- 24 maggio - Christine Delaroche, attrice francese
- 24 maggio - Patti LaBelle, cantante e attrice statunitense
- 24 maggio - Dominique Lavanant, attrice francese
- 24 maggio - DeWitt Menyard, cestista e allenatore di pallacanestro statunitense († 2009)
- 24 maggio - Tore Nordtvedt, ex calciatore norvegese
- 24 maggio - Óscar Ortubé, arbitro di calcio boliviano († 2024)
- 24 maggio - Mirka Sartori, ex modella italiana
- 24 maggio - John Smith, ex cestista statunitense
- 25 maggio - Pierre Bachelet, cantautore e compositore francese († 2005)
- 25 maggio - Luciano Di Palma, judoka italiano († 2016)
- 25 maggio - David L. Fulton, collezionista d'arte, violinista e informatico statunitense
- 25 maggio - Georgi Hristakiev, calciatore bulgaro († 2016)
- 25 maggio - Juan Antonio Martínez Arroyo, ex cestista spagnolo
- 25 maggio - Frank Oz, attore, doppiatore e regista britannico
- 25 maggio - Victor Rivera, ex wrestler portoricano
- 25 maggio - Paolo Saturno, musicologo e religioso italiano
- 26 maggio - Carl Bean, cantante statunitense († 2021)
- 26 maggio - Marcello Furriolo, politico italiano
- 26 maggio - Rune Lindström, ex sciatore alpino svedese
- 26 maggio - Riney Lochmann, ex cestista statunitense
- 26 maggio - Sam Posey, ex pilota automobilistico e giornalista statunitense
- 26 maggio - Jan Schakowsky, politica statunitense
- 26 maggio - Andre Stojka, doppiatore statunitense
- 26 maggio - Bruno Vespa, giornalista, conduttore televisivo e autore televisivo italiano
- 26 maggio - Olga Bisera, attrice e giornalista jugoslava
- 27 maggio - Chris Dodd, politico statunitense
- 27 maggio - Carlo Gobbo, telecronista sportivo italiano
- 27 maggio - Issad Rebrab, imprenditore algerino
- 27 maggio - Raffaele Simone, linguista e saggista italiano
- 27 maggio - Alain Souchon, cantautore francese
- 27 maggio - Pleun Strik, calciatore olandese († 2022)
- 27 maggio - Palani Vaughan, musicista statunitense († 2016)
- 27 maggio - Emilio Zapico, pilota automobilistico spagnolo († 1996)
- 28 maggio - Germaine Acogny, coreografa e ballerina senegalese
- 28 maggio - Sondra Locke, attrice e regista statunitense († 2018)
- 28 maggio - Renato Di Lorenzo, ingegnere, scrittore e opinionista italiano
- 28 maggio - Lia Gama, attrice portoghese
- 28 maggio - Rudolph Giuliani, politico, avvocato e imprenditore statunitense
- 28 maggio - Gladys Knight, cantante statunitense
- 28 maggio - Jean-Pierre Léaud, attore francese
- 28 maggio - Patricia Quinn, attrice cinematografica e attrice teatrale britannica
- 28 maggio - Paul Scully-Power, ex astronauta e oceanografo statunitense
- 28 maggio - Gary Stewart, cantante statunitense († 2003)
- 28 maggio - Luciano Sánchez, ex calciatore spagnolo
- 29 maggio - Helmut Berger, attore e modello austriaco († 2023)
- 29 maggio - Maurice Bishop, politico e rivoluzionario grenadino († 1983)
- 29 maggio - Nicole El Karoui, matematica francese
- 29 maggio - Olindo Guzmán, ex calciatore argentino
- 29 maggio - Ryōichi Ikegami, fumettista giapponese
- 30 maggio - Uwe Adler, ex pentatleta tedesco
- 30 maggio - Katsuyoshi Kuwahara, ex calciatore giapponese
- 30 maggio - Claudio Pasqualin, procuratore sportivo e avvocato italiano
- 30 maggio - Derrick de Kerckhove, sociologo e giornalista belga
- 31 maggio - Pasquale Africano, personaggio televisivo e attore italiano († 2008)
- 31 maggio - Iyad Allawi, politico iracheno
- 31 maggio - Jean C. Baudet, filosofo e biologo belga († 2021)
- 31 maggio - Detlev Buchholz, fisico tedesco
- 31 maggio - Diane Langton, attrice, cantante e ballerina britannica († 2025)
- 31 maggio - David Mills, avvocato britannico
- 31 maggio - Salmaan Taseer, politico e imprenditore pakistano († 2011)
- 31 maggio - Maurizio Tosi, archeologo e scrittore italiano († 2017)